# Peter Stuyvesant
Peter Stuyvesant Új-Amszterdam utolsó kormányzója volt 1664-ig, amikor is a későbbi II. Jakab, angol király, akkor még York herceg, felszólította a megadásra. A  hollandok kapituláltak, az angolok elfoglalták és a várost átkeresztelték New Yorkra.

## Élete
Kálvinista családba született. 1632-ben a Holland Kelet-indiai Társaság szolgálatába lépett. 1643-ban kinevezték Curaçao és Aruba kormányzójának. Egy portugálokkal Saint-Martin szigetéért folyó csatában elvesztette fél lábát, amit aztán egy faláb helyettesített.
1645-ben lett a Karib tengertől északra elterülő holland hadak főparancsnoka. 1647-ben érkezett Új Amszterdamba, ahol a zsidókkal, anabaptistákkal és lutheránusokkal közölte, hogy el kell hagyniuk a kálvinista települést, de a  Holland Nyugat-indiai Társaság ezt felülbírálta és elrendelte, hogy mindegyik vallási csoport ott maradhat, viszont segíteni köteles a rászorultakon.
Peter Stuyvesant emellett teával kereskedett. Ő szállított először teát Amerikába, ami a hollandok között gyorsan népszerűvé vált.

## Érdekességek
- Kurt Weill és Maxwell Anderson 1938-ban bemutatott musicaljében (Knickerbocker Holiday) az idős diktátor Peter Stuyvesant szerep örökzölddé vált dala a September Song.
- Nevét ma a Philip Morris International − Imperial Tobacco − British American Tobacco cigarettája is viseli, ami népszerű Ausztráliában, Új Zealandon, Görögországban, Zambiában, Malaysiában és Dél-Afrikában is.

1. ↑  Német Nemzeti Könyvtár: Integrált katalógustár (Németország) (német nyelven). Integrált katalógustár (Németország) . (Hozzáférés: 2015. október 18.)
2. ↑  Leo van de Pas: Genealogics (angol nyelven), 2003 (Hozzáférés: 2017. október 9.)
3. ↑  Nationalencyklopedin (svéd nyelven). (Hozzáférés: 2017. október 9.)
4. ↑  Kindred Britain
5. ↑  Find a Grave (angol nyelven). Find a Grave